# Vanda Vályi
Vanda Vályi, född 13 augusti 1999 i Eger, är en ungersk vattenpolospelare.
Vályi gjorde 11 mål när Ungerns damlandslag i vattenpolo tog EM-brons i Budapest 2020 och hon ingick i det ungerska landslag som tog brons i vattenpoloturneringen vid olympiska sommarspelen 2020.
Vályi tog VM-silver i samband med världsmästerskapen i simsport 2022 i Budapest.